# 大衛·托德·威爾金森
大衛·托德·威爾金森（英語：David Todd Wilkinson，1935年5月13日—2002年9月5日），美国宇宙學家，著名的物理宇宙學先驅，是大霹靂產生的宇宙微波背景專家。

## 生平
威爾金森生於密西根州希爾斯代爾，在密西根大學獲得物理學博士學位，博士論文指導教授是霍勒斯·理察·克瑞恩。
威爾金森自1965年起即在普林斯頓大學物理系任教，直到2002年退休為止。他對於許多主要的宇宙微波背景輻射實驗做出了基本上的貢獻，包含了兩個 NASA 的衛星，宇宙背景探測者和他去世後以他命名表示敬意的威尔金森微波各向异性探测器。

## 獎項
他獲得了許多的獎項，包含普林斯頓大學校長頒發的傑出教師獎，2001年獲頒詹姆斯·克雷格·沃森獎。

## 外部連結
- David Todd Wilkinson, 1935-2002 A Biographical Memoir Physics Today, May 2003, page 76
- David Todd Wilkinson 1935—2002 A Biographical Memoir by John Mather and P. Jamese PeeBles